# Kerstin Decker
Kerstin Decker (* 22. November 1962 in Leipzig) ist eine deutsche Journalistin und Schriftstellerin.

## Leben
Decker absolvierte nach der Schulzeit eine Ausbildung zur Verkäuferin. Später studierte sie an der Universität Leipzig Journalistik und an der Humboldt-Universität zu Berlin u. a. Philosophie. 1994 schloss sie dieses Studium mit einer Dissertation ab. Anschließend bekam sie eine Anstellung bei der Zeitung Der Tagesspiegel. Später war sie auch Kolumnistin und Kritikerin bei der taz.
Neben ihren journalistischen Arbeiten entstand mit der Zeit ein literarisches Werk. Decker unterstützte u. a. die Schauspielerin Angelica Domröse bei deren Autobiografie, und mit ihrem Ehemann Gunnar Decker veröffentlichte sie einen Band von Essays.
Sie ist Mitglied im PEN-Zentrum Deutschland.
Sie wohnt in Berlin-Treptow.

## Werke
als Autorin
- Theonomie. Geschichtsphilosophie als „Kompensation ihres Endes“; die Retheologisierung des Historischen im Werk Paul Tillichs und Theodor W. Adornos. Dissertation, Humboldt-Universität Berlin 1994.
- Gefühlsausbrüche oder Ewig pubertiert der Ostdeutsche. Reportagen, Polemiken, Porträts. Verlag das Neue Berlin, Berlin 2000, ISBN 3-360-00922-3 (zusammen mit Gunnar Decker).
- Oscar Wilde für Eilige. Aufbau-Taschenbuch-Verlag, Berlin 2004, ISBN 3-7466-2054-6.
- Heinrich Heine. Narr des Glücks; eine Biografie. Propyläen-Verlag, Berlin 2005, ISBN 3-549-07259-7.
- Mein Herz – Niemandem. Das Leben der Else Lasker-Schüler. Propyläen-Verlag, Berlin 2009, ISBN 978-3-549-07355-1.
- Paula Modersohn-Becker. Eine Biografie. List Verlag, Berlin 2009, ISBN 978-3-548-60869-3.
- Über die unentwickelte Kunst, ungeteilt zu erben. Eine Deutschstunde. Dietz Verlag, Berlin 2009, ISBN 978-3-320-02194-8.
- Lou Andreas-Salomé. Der bittersüße Funke Ich. Propyläen Verlag, Berlin 2010, ISBN 978-3-549-07384-1.
- Nietzsche und Wagner. Geschichte einer Hassliebe. Propyläen Verlag, Berlin 2012, ISBN 978-3-549-07424-4.
- Richard Wagner. Mit den Augen seiner Hunde betrachtet. Berenberg Verlag, Berlin 2013, ISBN 978-3-937834-61-0.
- Meine Farm in Afrika. Das Leben der Frieda von Bülow. Berlin Verlag, Berlin 2015, ISBN 978-3-8270-1237-1.
- Die Schwester. Das Leben der Elisabeth Förster-Nietzsche. Berlin Verlag, Berlin 2016, ISBN 978-3-8270-1277-7.
- Franziska zu Reventlow. Eine Biografie. Berlin Verlag, Berlin 2018. ISBN 978-3-8270-1362-0.
- Die Geschichte des Menschen. Von einer Ratte erzählt. Berlin/München 2021.

als Bearbeiterin
- Angelica Domröse: Ich fang mich selbst ein. Mein Leben. Lübbe Verlag, Bergisch Gladbach 2003, ISBN 3-7857-2116-1.